# Human (Film)
Human (Originaltitel Humane) ist ein kanadischer Spielfilm aus dem Jahr 2024 von Regisseurin Caitlin Cronenberg nach einem Drehbuch von Michael Sparaga mit Jay Baruchel, Emily Hampshire, Peter Gallagher, Enrico Colantoni, Sebastian Chacon, Alanna Bale.

## Handlung
Eine Umweltkrise veranlasst die Regierungen der Welt dazu, Sterbehilfeprogramme zur Bevölkerungskontrolle einzusetzen. Die Bevölkerung soll um 20 Prozent verringert werden. Der ehemalige Nachrichtensprecher Charles York lädt seine vier erwachsenen Kinder zusammen mit seiner zweiten Frau, der Starköchin Dawn Kim, zum Abendessen in sein Haus ein. Die Kinder sind der Anthropologe Jared York, die Pharma-Managerin Rachel York, die Schauspielerin Ashley York und der drogensüchtige Adoptivsohn Noah York. Rachel kommt in Begleitung ihrer Tochter Mia.
Charles verkündet, dass er und Dawn sich als öffentliche Vorbilder freiwillig für das Sterbehilfeprogramm des Department of Citizen Strategy (D.O.C.S.) gemeldet haben. Dawn ändert jedoch später ihre Meinung und verschwindet, bevor Bob vom Department of Citizen Strategy mit bewaffneten Agenten eintrifft. Charles hatte seine Sterbehilfe für denselben Abend in Anwesenheit aller geplant.
Nachdem Dawn nicht mehr da ist, versucht Charles, seinen Termin zu verschieben. Bob legt Charles ein Kündigungsdokument vor, wonach das Vermögen der Familie eingefroren würde und Charles öffentlich als Verräter bloßgestellt würde. Er beschließt daher, die Sache durchzuziehen. Nach dem Tod von Charles informiert Bob die Familie, dass er verpflichtet ist, wie ursprünglich vereinbart eine zweite Leiche mitzunehmen. Bob bringt Rachels Tochter Mia, die von der Sterbehilfe ausgenommen ist, weil sie noch minderjährig ist, nach draußen, während die vier Geschwister zwei Stunden Zeit haben zu entscheiden, wer von ihnen anstelle von Dawn sterben soll.
Jared schlägt vor, dass Noah sterben soll, weil er adoptiert ist, eine Belastung für die Familie darstelle und eine Frau bei einem Autounfall getötet hat. Es kommt zu mehreren gewalttätigen Auseinandersetzungen und Messerstechereien zwischen den Geschwistern. Als Noahs Freundin Grace, die eine Nachricht von ihm erhalten hat, beim Haus der Yorks ankommt, gerät sie in Panik und wird in der Folge von einem D.O.C.S.-Agenten erschossen. Schließlich meldet sich Rachel freiwillig, weil sie kalt und selbstsüchtig war. Auch Jared meldet sich, weil er ein schlechter Ehemann und seinem Sohn Lucas ein schlechter Vater war. Noah dagegen schlägt vor, stattdessen Bob zu töten.
Die Geschwister holen Bob und die D.O.C.S.-Agenten ins Haus, entwaffnen diese und nehmen sie als Geiseln. Ashley stirbt allerdings an den Verletzungen, die sie sich im Kampf mit Noah zugezogen hat. Die Geschwister töten Tony, jenen Agenten, der Grace erschossen hat. Bob gibt an, dass Dawn mittlerweile aufgegriffen wurde und im D.O.C.S.-Hauptquartier festgehalten wird. Er versucht verzweifelt, weiter mit den Geschwistern zu verhandeln, während Noah sich darauf vorbereitet, ihm das Mittel für die Sterbehilfe zu verabreichen.
Einige Zeit später besuchen Jared, Rachel, Mia, Dawn und Jareds Sohn Lucas ein Klavierkonzert von Noah. Bob erscheint in einem Fernsehwerbespot, in dem behauptet wird, dass sich Ashley und Grace freiwillig für das Sterbehilfeprogramm gemeldet hätten.

## Besetzung und Synchronisation
Die deutschsprachige Synchronisation übernahm die VSI Synchron GmbH. Dialogregie führte Mike Betz, der auch das Dialogbuch schrieb.
| Rolle        | Darsteller       | Synchronsprecher |
| ------------ | ---------------- | ---------------- |
| Jared York   | Jay Baruchel     | Konrad Bösherz   |
| Rachel York  | Emily Hampshire  | Franziska Endres |
| Charles York | Peter Gallagher  | Erich Räuker     |
| Bob          | Enrico Colantoni | Lutz Schnell     |
| Noah York    | Sebastian Chacon | Imme Aldag       |
| Ashley York  | Alanna Bale      | Laurine Betz     |
| Mia York     | Sirena Gulamgaus | Emily Gilbert    |
| Dawn Kim     | Uni Park         | Dorette Hugo     |
| Tony         | Martin Roach     | Johann Fohl      |
| Grace        | Blessing Adedijo | Victoria Frenz   |

## Produktion und Hintergrund
Der Film wurde von Victory Man Productions, Prospero Pictures, Telefilm Canada, Red Jar Capital, XYZ Films und Crave produziert, Produzent war Michael Sparaga. Den Vertrieb übernahmen Elevation Pictures (Kanada) bzw. IFC Films (USA). Die Dreharbeiten fanden im Oktober und November 2022 hauptsächlich im Ravenscliffe Castle in Hamilton, Ontario statt.
Die Kamera führte Douglas Koch, die Musik schrieb Todor Kobakov, die Montage verantworteten Orlee Buium. Das Szenenbild gestaltete Brian Garvey und das Kostümbild Hanna Puley.
Von der Motion Picture Association erhielt der Film ein R-Rating. Im Vereinigten Königreich gab die British Board of Film Classification (BBFC) den Film ab 15 frei.
Caitlin Cronenberg, die Tochter von David Cronenberg und Schwester von Brandon Cronenberg gab mit dieser Produktion ihr Langfilm-Debüt.

## Veröffentlichung
In den USA kam der Film am 26. April 2024 in die Kinos, am 26. Juli 2024 erschien er als Video-on-Demand beim Streaminganbieter Shudder.
Anfang Februar 2025 wurde der Film auf Paramount+ veröffentlicht.

## Rezeption
Am 2. Februar 2025 waren 40 von 56 bei Rotten Tomatoes aufgeführten Kritiken positiv bei einer durchschnittlichen Bewertung von 6,1 der 10 möglichen Punkte. Bei Metacritic erhielt der Film am 2. Februar 2025 einen Metascore von 59 von 100 möglichen Punkten, der auf 12 Rezensionen basierte.
Dani Maurer bewertete den Film auf outnow.ch mit vier von sechs Sternen, dieser biete eine interessante Ausgangslage. Cronenberg habe aber schlussendlich noch nicht den Mut, diese Yorks noch konsequenter durch ihre Entscheidungen und Taten komplett in den Abgrund zu stoßen. Trotzdem sei es ein gelungenes Filmdebüt.
Filmdienst.de vergab zwei von fünf Sternen. Der postapokalyptische Thriller wolle Fragen nach den Grenzen der Menschlichkeit stellen, reduziere seine dystopische Prämisse allerdings schnell zur Kulisse herkömmlicher Spannungsunterhaltung. Auch die satirische Ebene erweise sich als Pose.
Christian Klosz schrieb auf filmpluskritik.com (74 von 100 Punkte), dass die beißende, schwarzhumorige und morbide Satire keine Antworten biete, aber viele Fragen aufwerfe und zum Nachdenken anrege. In seiner Kompromisslosigkeit, Intellektualität und Freude an der Provokation zeige Humane Verwandtschaft zu den Filmen des Vaters der Regisseurin. Alles in allem sei Humane ein mutiger, subversiver, cleverer und perfide unterhaltsamer Film, der der Welt den Spiegel vorhalte.